# Rolf Börjlind
Rolf Sigvard Börjlind (* 7. října 1943 Västra Skrävlinge Scania, Švédsko) je švédský prozaik, básník, scenárista, režisér a herec. Je známý díky filmům o Jönssonově lize, filmům o Martinu Beckovi a kriminálním románům, které píše se svou ženou Cillou Börjlind.

## Život a dílo
Studoval žurnalistickou školu ve Stockholmu. Koncem 60. let začal spolupracovat s Carstenem Regildem, společně založili v roce 1973 experimentální undergroundový a umělecký časopis ve formátu šablony Kulturmagasinet Vargen, kterývycházel v letech 1974–1975. Nakladatelství Vargens förlag, které také oba založili, vydávalo mimo jiné knihy o umění a umělcích. V roce 1977 spolupracoval Börjlind na programu Persona non grata v Muzeu moderny ve Stockholmu, podle názvu knihy z téhož roku. V Muzeu moderny se uskutečnil v roce 1979 také program Panic s jeho texty, s uměleckými příspěvky Regilda a hudbou Bruna K. Öijera. Koncem 70. let pracoval jako textař v reklamní agentuře, na počátku 80. let začal psát satiru do denního tisku. Od roku 1980 se věnuje filmovému průmyslu jako herec, režisér, producent a scenárista. Jako herec se například objevil v roce 1985 ve filmu Dödspolare, v roce 2000 spolupracoval na režii filmu 90 minuter 90-tal. Byl producentem krátkého televizního seriálu z roku 1980 Från och med herr Gunnar Papphammar, napsal velkou řadu scénářů k filmům.
Spolu s režisérem Peterem Dallem je nositelem filmové ceny Guldbaggen z roku 1994 za nejlepší scénář pro komedii Yroll.
Börjlind je členem Švédské asociace dramatiků, v letech 2000–2011 byl jejím předsedou.  
Kriminální knihy píše se svou ženou Cillou Börjlind. Maria Cecilia Börjlind (* 8. března 1961) je švédská spisovatelka a scenáristka, mimo jiné je i producentkou filmu Fatimas tredje hemlighet.